# Lucas Baldin
Lucas Victor Baldin (Taubaté, São Paulo, Brasil; 5 de junio de 1991) es un futbolista profesional brasileño. Juega de centrocampista y su equipo actual es el ACD Lara de la Primera División de Venezuela.

## Carrera

### Juvenil y colegial
Después de pasar por las mejores divisiones de base y de formación de fútbol brasileño , tales como Real Salvador e E.C. Vitória, Baldin fue miembro de los juveniles del Cruz Azul y Toluca en México, antes de irse a Estados Unidos a jugar fútbol colegial en la Universidad del Sur de Florida con los South Florida Bulls.
En su carrera con los Bulls, Baldin hizo un total de 69 apariciones.  Durante su estancia en fútbol colegial fue nombrado Atleta colegial masculino del año. Además,  recibió otros premios durante dicho período, entre ellos se destacan: Semifinalista del Hermann Trophy, NSCAA Scholar All-America First Team honors, NSCAA East All-Region First Team, First Team All-American Athletic Conference, American Athletic Conference All-Tournament Team honors, USF Male Scholar Athlete of the year, entre otros.

### Profesional
Baldin también jugó en la Premier Development League para el Academy Bradenton, Reading United y la filial del Seattle Sounders.
El 20 de enero de 2015, Baldin fue seleccionado en SuperDraft de la MLS 2015 por el Real Salt Lake. Después de una gran pretemporada con el primer equipo, fue anunciado que Baldin fuera contratado por la organización del Real Salt Lake, convirtiéndose en el primer capitán de la filial del club en la United Soccer League, Real Monarchs, haciendo su debut el 22 de marzo, como capitán del equipo, en un empate 0-0 contra la Filial del LA Galaxy.
El 25 de enero de 2016, Lucas Baldin fue anunciado como refuerzo contratado por el ACD Lara de la Primera División de Venezuela. Hizo su debut el 14 de febrero de 2016 con el equipo rojinegro contra Ureña.
Hoy en día, Baldin es un emprendedor en el ámbito fitness. Tiene dos empresas: Be One Sports and Education, que ofrece servicio de reclutamiento para becas deportivas en universidades americanas, y Carpe Diem Mindful Training, un studio fitness. Las dos empresas están en la Ciudad de México, México.

## Estadísticas

### Profesional
| Club                | País           | Año           | Partidos | Goles |
| ------------------- | -------------- | ------------- | -------- | ----- |
| South Florida Bulls | Estados Unidos | 2010-2011     | 69       | 10    |
| Academy Bradenton   | Estados Unidos | 2011          | 13       | 1     |
| Reading United      | Estados Unidos | 2012          | 7        | 0     |
| Seattle Sounders    | Estados Unidos | 2013          | 2        | 0     |
| Reading United      | Estados Unidos | 2014          | 1        | 0     |
| Real Monarchs       | Estados Unidos | 2015          | 28       | 5     |
| ACD Lara            | Venezuela      | 2016-presente | 22       | 2     |